# George Cooper
George Cooper (Londres, 1820 – 1876), fou un organista i pedagog musical anglès.
Des de la seva joventut destacà com a distingit executant i fou successivament organista del Christus Hospital i de la Capella reial, on va tenir alumnes com Charles Joseph Frost. En aquest càrrec substituí a Henry Smart.
Popularitzà en gran manera les obres de Bach que interpretava amb admirable mestressa.